# Muliterno
Muliterno é um município brasileiro do estado do Rio Grande do Sul.